# Vacqueriette-Erquières
Vacqueriette-Erquières település Franciaországban, Pas-de-Calais megyében. Lakosainak száma 249 fő (2022. január 1.). Vacqueriette-Erquières Saint-Georges, Chériennes, Fontaine-l’Étalon, Le Quesnoy-en-Artois, Quœux-Haut-Maînil, Vieil-Hesdin és Wail községekkel határos.

## Népesség
A település népessége az elmúlt években az alábbi módon változott:
| Lakosok száma | 250  | 260  | 261  | 253  | 250  | 249  | 252  | 253  | 249  |
|               | 2013 | 2015 | 2016 | 2017 | 2018 | 2019 | 2020 | 2021 | 2022 |